# S'Sint Evanjil s'lon Sin Matiu
Pour les articles homonymes, voir Matiu.

S’Sint Evanjil s’lon Sin Matiu est une traduction en picard de l'Évangile selon Matthieu qui a été effectuée par Édouard Paris en 1863.